# UEFA-Champions-League-Finale 2019
Das UEFA-Champions-League-Finale 2019 zwischen Tottenham Hotspur und dem FC Liverpool war die Endspiel-Begegnung der Champions-League-Saison 2018/19. Sie fand am 1. Juni 2019 Estadio Metropolitano in Madrid statt. Die Teilnehmer wurden in den Halbfinalspielen am 30. April und 1. Mai (Hinspiele) sowie 7. und 8. Mai (Rückspiele) ermittelt.
Am 7. Mai zog der FC Liverpool als erster Teilnehmer ins Finale ein, am 8. Mai folgte Tottenham Hotspur. Es war das erste Champions-League-Endspiel ohne Beteiligung einer spanischen Mannschaft seit sechs Jahren (zuletzt 2013). Ein Finale zweier englischer Klubs gab es zuletzt vor elf Jahren (2008). Die Spurs standen zum ersten Mal überhaupt im Champions-League-Finale, Liverpool hingegen schon zum neunten Mal. Für Liverpool war es der sechste Titelgewinn in diesem Wettbewerb.
Mit der Finalpaarung standen sich in der Geschichte des Wettbewerbs nach 2009/10 erst das zweite Mal zwei Gruppenzweite gegenüber.

## Der Weg ins Finale
Anmerkung: Die Ergebnisse werden jeweils aus Sicht der Finalisten angegeben.
| Pl. | Verein            | Sp. | S | U | N | Tore    | Diff. | Punkte |
| --- | ----------------- | --- | - | - | - | ------- | ----- | ------ |
| 1.  | FC Barcelona      | 6   | 4 | 2 | 0 | 014:500 | +9    | 14     |
| 2.  | Tottenham Hotspur | 6   | 2 | 2 | 2 | 009:100 | −1    | 08     |
| 3.  | Inter Mailand     | 6   | 2 | 2 | 2 | 006:700 | −1    | 08     |
| 4.  | PSV Eindhoven     | 6   | 0 | 2 | 4 | 006:130 | −7    | 02     |

| Pl. | Verein                 | Sp. | S | U | N | Tore    | Diff. | Punkte |
| --- | ---------------------- | --- | - | - | - | ------- | ----- | ------ |
| 1.  | Paris Saint-Germain    | 6   | 3 | 2 | 1 | 017:900 | +8    | 11     |
| 2.  | FC Liverpool           | 6   | 3 | 0 | 3 | 009:700 | +2    | 09     |
| 3.  | SSC Neapel             | 6   | 2 | 3 | 1 | 007:500 | +2    | 09     |
| 4.  | FK Roter Stern Belgrad | 6   | 1 | 1 | 4 | 005:170 | −12   | 04     |

## Spieldaten
| Tottenham Hotspur                              | Tottenham Hotspur | FC Liverpool | FC Liverpool | Aufstellung                                      |
| ---------------------------------------------- | --- | --- | ------------ | ------------------------------------------------ |
| Tottenham Hotspur                              | \| 1. Juni 2019 in Madrid (Estadio Metropolitano) \| \| Ergebnis: 0:2 (0:1) \| \| Zuschauer: 63.272 \| \| Schiedsrichter: Damir Skomina ( Slowenien) 1 \| \| Spielbericht \|                                                                                                   | \| 1. Juni 2019 in Madrid (Estadio Metropolitano) \| \| Ergebnis: 0:2 (0:1) \| \| Zuschauer: 63.272 \| \| Schiedsrichter: Damir Skomina ( Slowenien) 1 \| \| Spielbericht \|                                                                                                 | FC Liverpool | Aufstellung Tottenham Hotspur gegen FC Liverpool |
| Tottenham Hotspur                              | Hugo Lloris – Danny Rose, Toby Alderweireld, Jan Vertonghen, Kieran Trippier – Harry Winks (66. Lucas Moura), Christian Eriksen, Moussa Sissoko (74. Eric Dier) – Heung-Min Son, Harry Kane, Dele Alli (82. Fernando Llorente) Cheftrainer: Mauricio Pochettino ( Argentinien) | Alisson – Andrew Robertson, Joel Matip, Virgil van Dijk, Trent Alexander-Arnold – Fabinho, Georginio Wijnaldum (62. James Milner), Jordan Henderson – Sadio Mané (90. Joe Gomez), Roberto Firmino (56. Divock Origi), Mohamed Salah Cheftrainer: Jürgen Klopp ( Deutschland) | FC Liverpool | Aufstellung Tottenham Hotspur gegen FC Liverpool |
| Tottenham Hotspur                              | 0:1 Salah (2., Handelfmeter) 0:2 Origi (87.) | | FC Liverpool | Aufstellung Tottenham Hotspur gegen FC Liverpool |
| Tottenham Hotspur                              | Spieler des Spiels: Virgil van Dijk (FC Liverpool) | | FC Liverpool | Aufstellung Tottenham Hotspur gegen FC Liverpool |
| 1. Juni 2019 in Madrid (Estadio Metropolitano) | | |              |                                                  |
| Ergebnis: 0:2 (0:1)                            | | |              |                                                  |
| Zuschauer: 63.272                              | | |              |                                                  |
| Schiedsrichter: Damir Skomina ( Slowenien) 1   | | |              |                                                  |
| Spielbericht                                   | | |              |                                                  |

## Übertragung
Das Finale wurde in Deutschland beim Pay-TV-Sender Sky und dem Streamingdienst DAZN live übertragen und war somit nicht im frei empfangbaren Fernsehen zu sehen. Eine freie Übertragung beim ZDF oder bei RTL kam trotz der Beteiligung eines deutschen Trainers (Jürgen Klopp) nicht zustande.

## Gedenkminute
Beim Finale wurde eine Gedenkminute für den am 1. Juni im Alter von 35 Jahren verstorbenen spanischen Fußballspieler José Antonio Reyes (zuletzt Extremadura UD) eingelegt, der in seiner Karriere sechsmal einen Europapokal gewann.